# Eschríchtids
Els eschríchtids (Eschrichtiidae) són una família de cetacis del grup dels misticets. El seu únic representant vivent, la balena grisa (Eschrichtius robustus), viu al nord de l'oceà Pacífic. Així mateix, inclou Archaeschrichtius, del Miocè d'Itàlia, Eschrichtioides, del Pliocè d'Itàlia, i Gricetoides, del Pliocè de Carolina del Nord (Estats Units). El nom del gènere vivent i, per tant, el de la família, fou elegit en honor del zoòleg danès Daniel Eschricht.